# Gartenpavillon Ludwig-Jahn-Straße 2 (Radebeul)
Der Gartenpavillon Ludwig-Jahn-Straße 2 im Stadtteil Kötzschenbroda der sächsischen Stadt Radebeul steht als Einzeldenkmal unter Denkmalschutz.

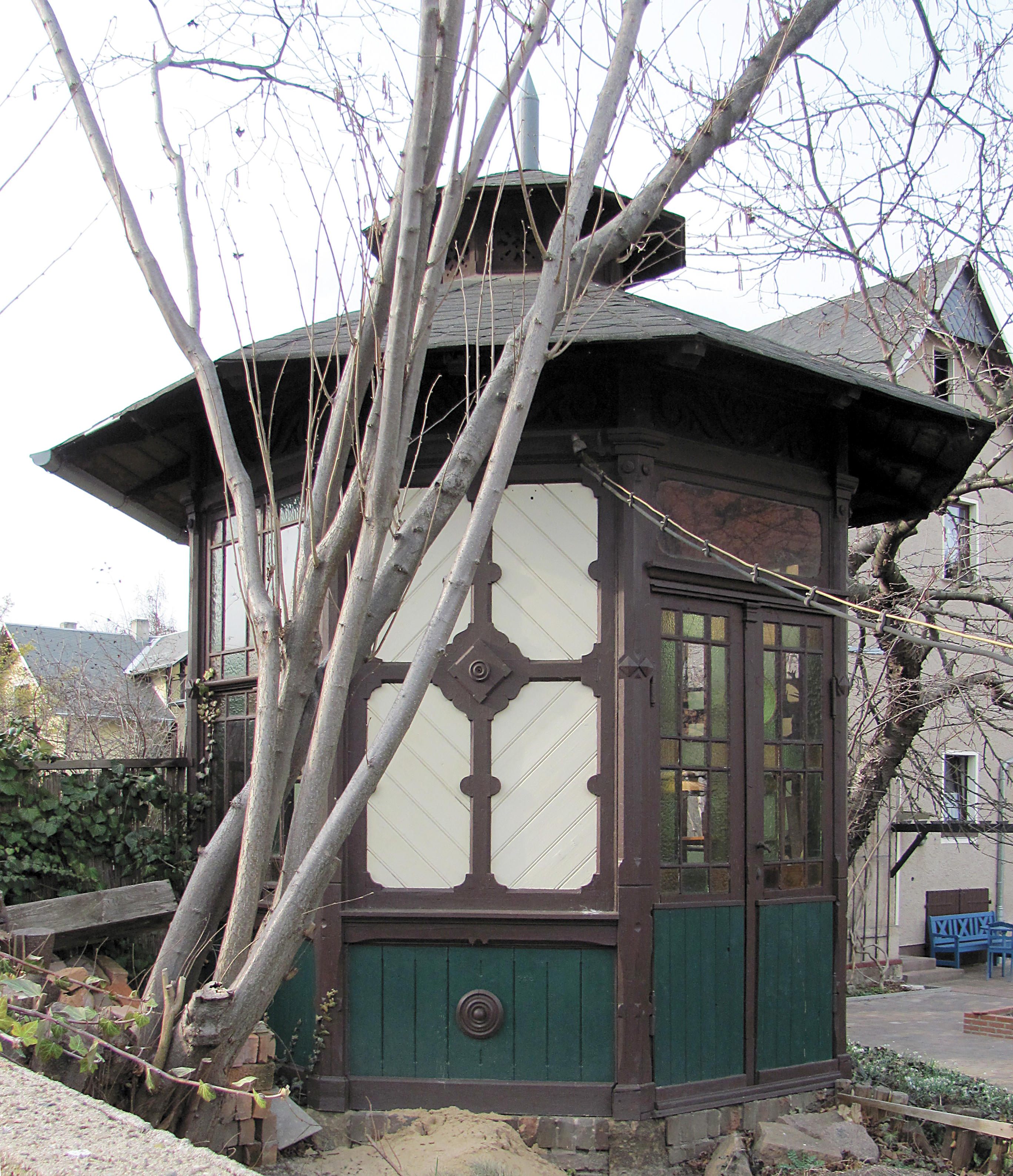
Pavillon Ludwig-Jahn-Straße 2

Es ist eine hölzerne, achteckige Gartenlaube mit Brettsägearbeiten und Ornamenten im Stil deutscher Renaissance, teilweise bunt verglast. Obenauf liegt ein achteckiges und zweistufig pagodenähnliches Dach. „Wie die beiden Dächer original gedeckt waren, weiß man nicht – die letzten beiden Deckungen erfolgten mit Dachpappe. Die originale metallische Spitze – eine Blüte mit drei Blättern in Zink – existiert nicht mehr.“
Die in „aufwändiger Zimmermannsarbeit“ hergestellte Laube besteht im Wechsel aus vier geschlossenen Wänden sowie vier Fenster- bzw. Türflächen. „Die konstruktiven Hölzer sind braun, die Füllflächen gebrochen weiß und grün gestrichen. Entsprechend der Bauzeit haben die durch Sprossen gegliederten Fenster kleinteilige, farbige Gläser.“
Die August-Gruner-Straße 2/4 (heute Ludwig-Jahn-Straße 2/4) war der Standort der Graphischen Kunstanstalt „Globus“ und der Kartograph. Anstalt R. Mittelbach, siehe Robert Mittelbach. Mittelbach war Bauherr der Villa und des Pavillons.